# Tomoxena alearia
Tomoxena alearia is een spinnensoort in de taxonomische indeling van de kogelspinnen (Theridiidae).
Het dier behoort tot het geslacht Tomoxena. De wetenschappelijke naam van de soort werd voor het eerst geldig gepubliceerd in 1890 door Tord Tamerlan Teodor Thorell.